# Piatra Mică
Piatra Mică – wieś w Rumunii, w okręgu Prahova, w gminie Sângeru. W 2011 roku liczyła 210 mieszkańców.